# نیروگاه برق آبی سونگ لو
نیروگاه برق آبی سونگ لو (به لاتین: Song Loulou Hydroelectric Power Station) یک سد و منطقهٔ مسکونی در کامرون است که در Massock-Songloulou واقع شده‌است.